# Ephesia fuscipicta
Ephesia fuscipicta är en fjärilsart som beskrevs av Embrik Strand 1914. Ephesia fuscipicta ingår i släktet Ephesia och familjen nattflyn. Inga underarter finns listade i Catalogue of Life.